# Sarcophaga salobrensis
Sarcophaga salobrensis är en tvåvingeart som först beskrevs av Guilherme A.M.Lopes 1942.  Sarcophaga salobrensis ingår i släktet Sarcophaga och familjen köttflugor. Inga underarter finns listade i Catalogue of Life.